# Резиг, Джон
Джон Резиг (англ. John Resig, род. 1984) — разработчик в Академии Хана. В прошлом — JavaScript-евангелист в Mozilla Corporation. Больше всего известен как автор JavaScript-библиотеки jQuery.

## Образование
Джон Резиг закончил Рочестерский технологический институт.

## Исследовательская деятельность
Резиг — участник Center for Discovery Informatics в Рочестерском Технологическом Институте.
Основное направление его исследований — интеллектуальный анализ данных в сетях мгновенного обмена сообщениями.

## jQuery
Джон Резиг известен как автор jQuery — JavaScript-библиотеки, фокусирующейся на взаимодействии JavaScript и HTML. Резиг опубликовал jQuery на компьютерной конференции «BarCamp» в Нью-Йорке в 2006 году.
Сейчас разработка jQuery ведётся командой добровольцев на пожертвования.

## Другие разработки
Резиг также принимал участие в создании нескольких других библиотек JavaScript. В том числе:
- FUEL (проект, разработанный для Firefox Plugin development)[5].
- Processing.js — JavaScript интерпретатор языка Processing, предназначенного для создания визуальных эффектов[6].
- Sizzle — движок CSS селекторов[7].